# Epirhynchites amygdali
Epirhynchites amygdali is een keversoort uit de familie Rhynchitidae. De wetenschappelijke naam van de soort is voor het eerst geldig gepubliceerd in 1954 door Khnzorjan.